# 勞倫斯·羅伯森
勞倫斯·羅伯森（英語：Laurence Robertson，1958年3月29日—）是一位英格蘭政治人物，他的黨籍是保守黨。自1997年開始，他擔任蒂克斯伯里選區選出的英國下議院議員。他是一位歐洲懷疑主義者。